# Betäubungsmittel-Außenhandelsverordnung
Die Betäubungsmittel-Außenhandelsverordnung gemäß dem deutschen Betäubungsmittelgesetz (BtMG) regelt die Einfuhr, Durchfuhr und Ausfuhr der in Anlage II und III des BtMG aufgeführten Substanzen.